# Lijst van personen overleden in april 2014
Dit is een lijst van bekende personen die overleden zijn in april 2014.

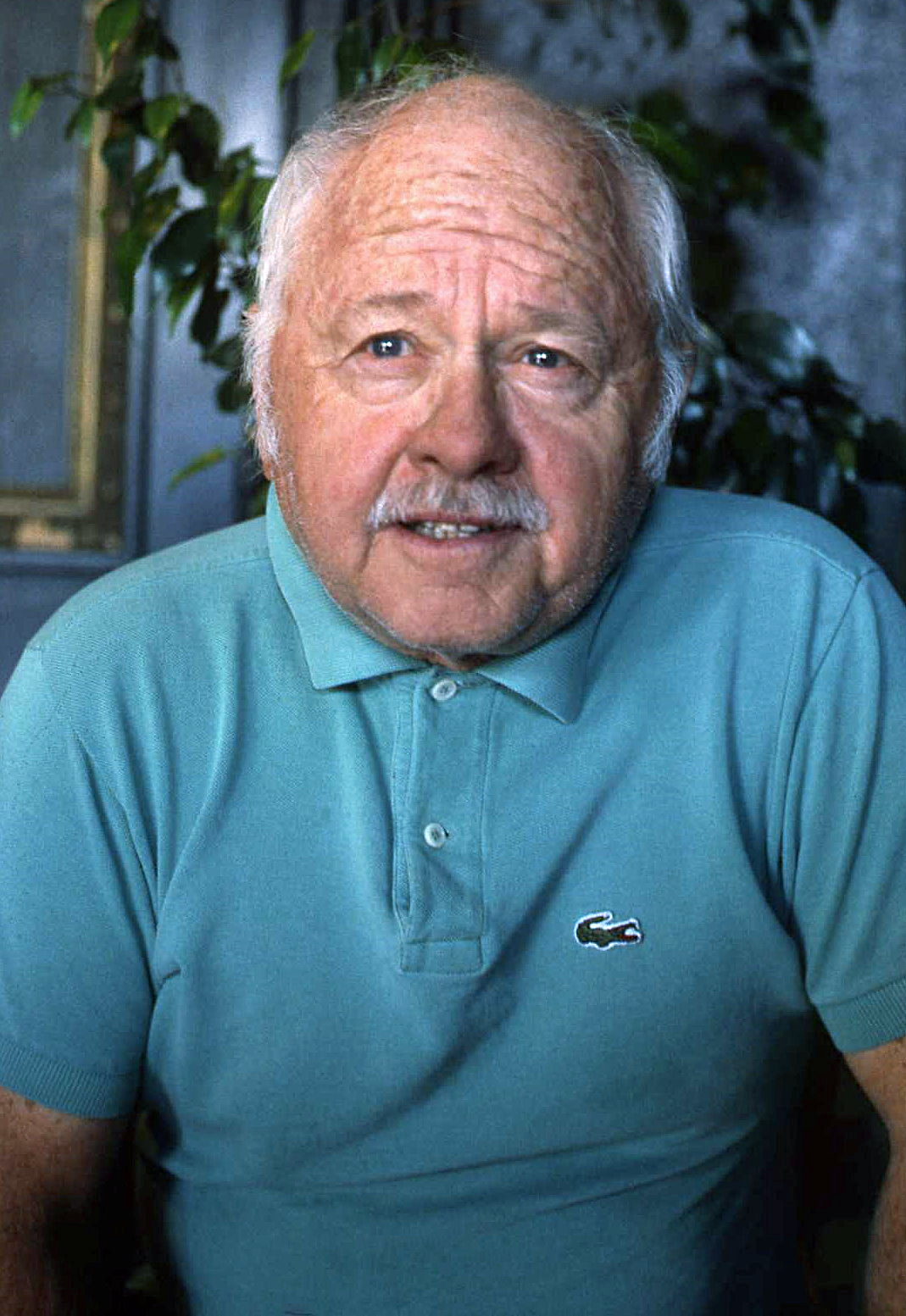
Mickey Rooney
6 april

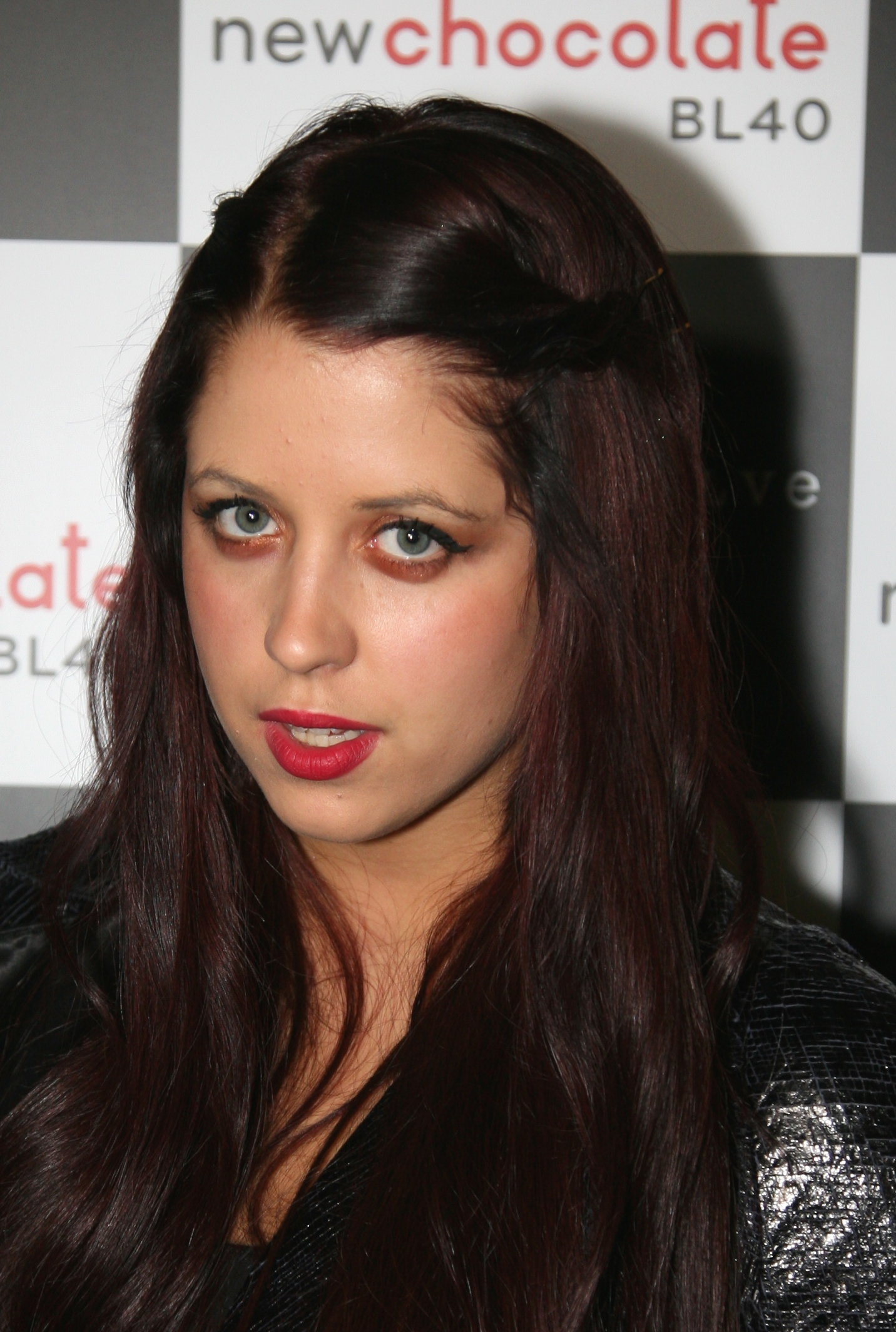
Peaches Geldof
7 april

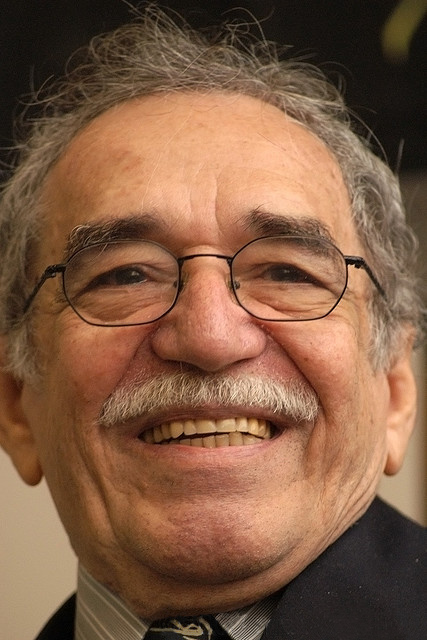
Gabriel García Márquez
17 april

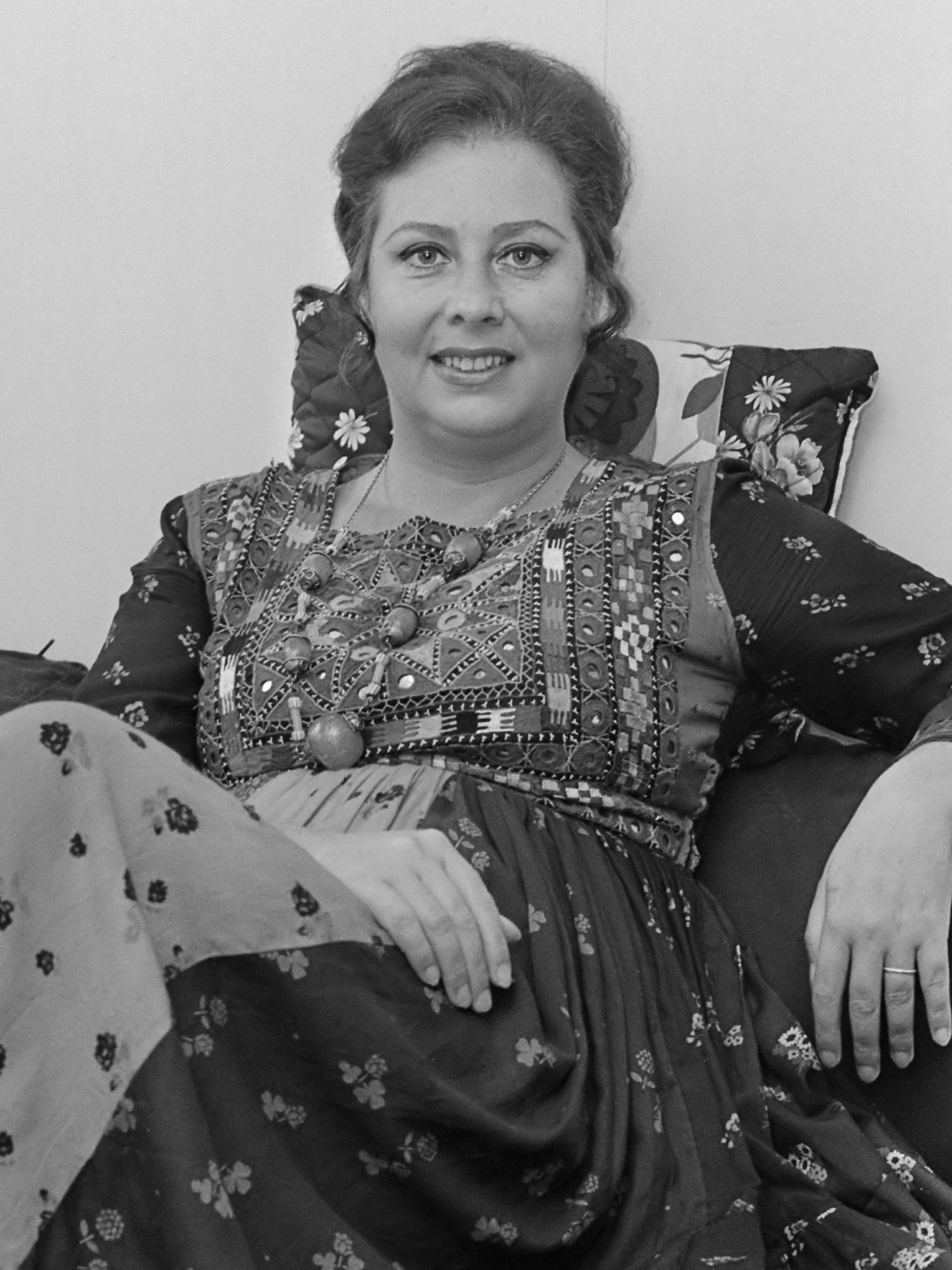
Mimi Kok
19 april

Rubin Carter
20 april

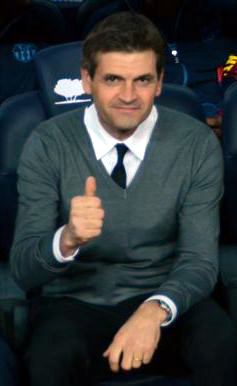
Tito Vilanova
25 april

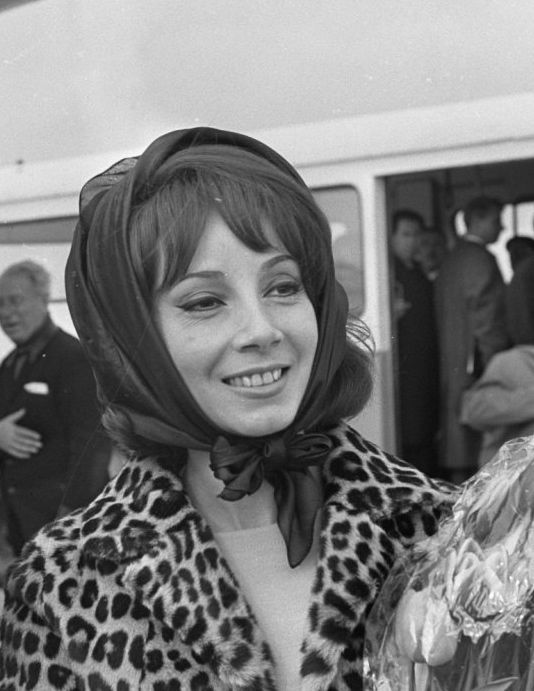
Andréa Parisy
27 april

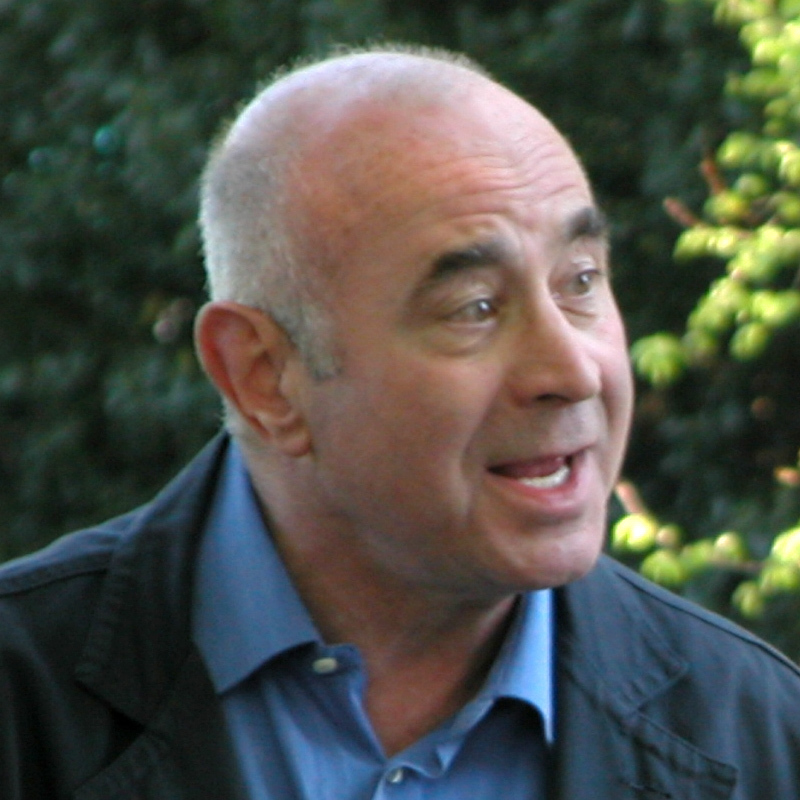
Bob Hoskins
29 april

| 1 | 2 | 3 | 4 | 5 | 6 | 7 | 8 | 9 | 10 | 11 | 12 | 13 | 14 | 15 | 16 | 17 | 18 | 19 | 20 | 21 | 22 | 23 | 24 | 25 | 26 | 27 | 28 | 29 | 30 |
| - | - | - | - | - | - | - | - | - | -- | -- | -- | -- | -- | -- | -- | -- | -- | -- | -- | -- | -- | -- | -- | -- | -- | -- | -- | -- | -- |

### 1 april
- Lida van der Anker-Doedens (91), Nederlands kanovaarster[1]
- Jacques Le Goff (90), Frans historicus[2]

### 2 april
- Hoos Blotkamp (70), Nederlands kunsthistoricus en museumdirecteur[3]
- Alfred Niepieklo (86), Duits voetballer[4]
- Joseph Willaert (78), Belgisch kunstschilder[5]

### 3 april
- Harry Gasser (76), Filipijns televisiepresentator en nieuwslezer[6]
- Virginie Korte-van Hemel (84), Nederlands politica[7]
- Pierre Mathieu (70), Nederlands volleybalcoach[8]
- André Presser (80), Nederlands balletdirigent[9]

### 4 april
- Kumba Ialá (61), Guinee-Bissaus president[10]
- Anja Niedringhaus (48), Duits fotojournaliste[11]
- Mohammed Qutb (95), Egyptisch islamist en schrijver[12]
- Jean Wauters (91), Belgisch zakenman[13]

### 5 april
- Peter Matthiessen (86), Amerikaans schrijver[14]
- John Pinette (50), Amerikaans komiek en acteur[15]
- Jan Peter Schmittmann (57), Nederlands bankier en organisatieadviseur[16]
- Gordon Smith (59), Schots voetballer[17]

### 6 april
- Mary Anderson (96), Amerikaans actrice[18]
- Mickey Rooney (93), Amerikaans acteur[19]

### 7 april
- Peaches Geldof (25), Brits televisiepresentatrice, journaliste en model[20]
- Frans van der Lugt (75), Nederlands geestelijke[21]
- Hans Reeringh (72), Nederlands politicus[22]
- Josep Maria Subirachs (87), Spaans schilder en beeldhouwer[23]
- Emilio Yap (88), Filipijns zakenman, bankier, mediamagnaat en filantroop[24]

### 8 april
- Emmanuel III Delly (86), Iraaks patriarch en kardinaal[25]
- Karlheinz Deschner (89), Duits letterkundige, schrijver, literatuurcriticus, kerkhistoricus en godsdienstcriticus[26]
- James Hellwig (54), Amerikaans worstelaar[27]
- Fé Sciarone (91), Nederlands hoorspelactrice[28]

### 9 april
- Jos Chabert (81), Belgisch politicus[29]
- René Mertens (92), Belgisch wielrenner[30]
- Arthur Robinson (87), premier en president van Trinidad en Tobago[31]
- Ferdinando Terruzzi (90), Italiaans baanwielrenner[32]

### 10 april
- Doris Pilkington Garimara (76), Australisch schrijfster[33]
- Bob Stijnen (74), Belgisch acteur[34]
- Sue Townsend (68), Brits schrijfster[35]

### 12 april
- Maurício Alves Peruchi (24), Braziliaans-Italiaans voetballer[36]
- Pierre-Henri Menthéour (53), Frans wielrenner[37]

### 13 april
- Ernesto Laclau (78), Argentijns politicoloog en postmarxist[38]
- John Nelom (55), Surinaams militair en couppleger[39]

### 14 april
- Albert Manent i Segimon (83), Catalaans schrijver, historiograaf en activist[40]

### 15 april
- Tjitze de Jong (71), Nederlands predikant[41]

### 16 april
- Frank Kopel (65), Schots voetballer[42]
- Jacques Servier (92), Frans geneesmiddelenfabrikant[43]

### 17 april
- Gabriel García Márquez (87), Colombiaans schrijver[44]
- Willem Roelfsema (80), Nederlands paardensportbestuurder[45]

### 18 april
- Ramon Malla Call (91), Spaans bisschop[46]
- Herbert Schoen (84), Oost-Duits voetballer
- Dylan Tombides (20), Australisch voetballer[47]

### 19 april
- Mimi Kok (80), Nederlands actrice[48]
- Frits Thors (104), Nederlands nieuwslezer[49]

### 20 april
- Rubin Carter (76), Amerikaans bokser en moordverdachte[50]

### 21 april
- Win Tin (85),  Myanmarees activist, politicus en journalist[51]

### 22 april
- Clemens van der Ven (72), Nederlands antiquair[52]

### 23 april
- Jaap Havekotte (102), Nederlands schaatser en ondernemer[53]
- Roelf Hofstee Holtrop (88), Nederlands burgemeester[54]
- Conrado Marrero (102), Cubaans honkballer[55]

### 24 april
- Hans Hollein (80), Oostenrijks architect[56]
- Arturo Licata (111), Italiaans supereeuweling, de oudste erkende levende man ter wereld[57]
- Jane Peter (75), Belgisch actrice[58]
- Tadeusz Różewicz (92), Pools toneelschrijver en dichter[59]

### 25 april
- Jan Hof (87), Nederlands politicus[60]
- Tito Vilanova (45), Spaans voetballer en voetbaltrainer[61]
- Stefanie Zweig (81), Duits schrijfster en journaliste[62]

### 27 april
- Rodney Bryce (46), Amerikaanse hiphopartiest[63]
- Vujadin Boškov (82), Servisch voetballer en voetbaltrainer[64]
- Andréa Parisy (78), Frans actrice[65]

### 28 april
- Jan Samuel Niehoff (91), Nederlands schrijver, dichter, activist en radiomedewerker[66]

### 29 april
- Bob Hoskins (71), Brits acteur[67]
- Walter Walsh (106), Amerikaans FBI-agent en schutter[68]

### 30 april
- Geert-Jan Nillesen (81), Nederlands burgemeester[69]
- Joop Reynolds (86), Nederlands pianist en componist[70]

1900 ·
1901 ·
1902 ·
1903 ·
1904 ·
1905 ·
1906 ·
1907 ·
1908 ·
1909 ·
1910 ·
1911 ·
1912 ·
1913 ·
1914 ·
1915 ·
1916 ·
1917 ·
1918 ·
1919 ·
1920 ·
1921 ·
1922 ·
1923 ·
1924 ·
1925 ·
1926 ·
1927 ·
1928 ·
1929 ·
1930 ·
1931 ·
1932 ·
1933 ·
1934 ·
1935 ·
1936 ·
1937 ·
1938 ·
1939 ·
1940 ·
1941 ·
1942 ·
1943 ·
1944 ·
1945 ·
1946 ·
1947 ·
1948 ·
1949 ·
1950 ·
1951 ·
1952 ·
1953 ·
1954 ·
1955 ·
1956 ·
1957 ·
1958 ·
1959 ·
1960 ·
1961 ·
1962 ·
1963 ·
1964 ·
1965 ·
1966 ·
1967 ·
1968 ·
1969 ·
1970 ·
1971 ·
1972 ·
1973 ·
1974 ·
1975 ·
1976 ·
1977 ·
1978 ·
1979 ·
1980 ·
1981 ·
1982 ·
1983 ·
1984 ·
1985 ·
1986 ·
1987 ·
1988 ·
1989 ·
1990 ·
1991 ·
1992 ·
1993 ·
1994 ·
1995 ·
1996 ·
1997 ·
1998 ·
1999 ·
2000 ·
2001 ·
2002 ·
2003 ·
2004 ·
2005 ·
2006 ·
2007 ·
2008 ·
2009 ·
2010 ·
2011 ·
2012 ·
2013 ·
2014 ·
2015 ·
2016 ·
2017 ·
2018 ·
2019 ·
2020 ·
2021 ·
2022 ·
2023 ·
2024 ·
2025